# His Neighbor's Wife (film 1913)
His Neighbor's Wife è un cortometraggio muto del 1913 diretto da Edwin S. Porter. Protagonista del film è l'acclamata attrice teatrale Lily Langtry, qui nella sua unica apparizione sullo schermo.

## Produzione
Il film fu prodotto dalla Famous Players Film Company.

## Distribuzione
Il film uscì nelle sale cinematografiche USA nell'ottobre 1913.